# Mousson
Mousson település Franciaországban, Meurthe-et-Moselle megyében. Lakosainak száma 102 fő (2022. január 1.). Mousson Atton, Lesménils és Pont-à-Mousson községekkel határos.

## Népesség
A település népességének változása:
| Lakosok száma | 173  | 162  | 144  | 127  | 120  | 111  | 104  | 101  | 101  | 102  |
|               | 1968 | 1982 | 1990 | 2006 | 2013 | 2015 | 2017 | 2019 | 2020 | 2022 |